# Bocz Irma
Bocz Irma, született Balogh Irma (Vámosgálfalva, 1931. március 16. – 2012) magyar pedagógus, pedagógiai szakíró.

## Életútja
1951-ben a szászrégeni Pedagógiai Iskolában tanítónői oklevelet szerzett. 1952-től Dicsőszentmártonban tanított. A kisiskolások oktatásának-nevelésének elméleti és gyakorlati kérdései foglalkoztatták. Ilyen tárgyú cikkei jelentek meg a Tanügyi Újságban és a Vörös Zászlóban. A dicsőszentmártoni magyar és román tanítók munkaközössége közreműködésével szerkesztett segédkönyve: Oktató játékok és játékos gyakorlatok az I. osztályban (magyarul és románul, 1972); Culegeri de materiale pentru desvoltarea vorbirii în cl. I. (1972). Az ábécé oktatásával kapcsolatos kísérleteinek eredményeit összegezte. Így érünk a betűk országába... című könyvében (Kopacz Mária rajzaival, 1977). Erre épült az 1970-es évek végén forgalomba került új ábécéskönyv: Betűvilág – Mesevilág (Albert Ibolyával, Pusztai Péter rajzaival, 1979), valamint A tanító kézikönyve (Albert Ibolyával, 1979).

## Kötetei
- Bocz Irma - Albert Ibolya: A tanító kézikönyve. Az ábécé tanításához. București: Editura Didactică și Pedagogică, 1979, (Intreprinderea Poligrafică) 148 p.
- Bocz Irma - Albert Ibolya - Pusztai Péter: Ábécéskönyv. Betűvilág - mesevilág. București: Editura Didactică și Pedagogică, 1979, (Intreprinderea Poligrafică) 152 p.
- Ábécés könyv. Betűvilág mesevilág. Bocz Irma és Albert Ibolya munkája. Pusztai Péter rajzaival. București: Editura Didactică și Pedagogică, 1980, 152 p.
- Nyitva van az arany-kapu. Versek, mesék, játékok óvodásoknak. Gyűjtemény a magyar tannyelvű óvodák és tagozatok számára. Összeállította: Bocz Irma, Jancsik Pál, Selmeczi Marcella, Farkas János. A szerzői munkaközösség irányítója Péterffy Emilia. București: Editura Didactică și Pedagogică, 1982, 268 p.
- Bocz Irma - Albert Ibolya: Ábécéskönyv. București: Editura Didactică și Pedagogică, 1983, 160 p.
- Bocz Irma - Albert Ibolya: Ábécéskönyv. București: Editura Didactică și Pedagogică, 1986, 160 p. Intreprienderea Crișana, Oradea